# Дары маленького народца
«Дары маленького народца» (нем. Die Geschenke des kleinen Volkes) — сказка братьев Гримм о том, что жадность к чудесным подаркам может обернуться против получающего. В сборнике сказок братьев Гримм находится под номером 182, по системе классификации сказочных сюжетов Аарне-Томпсона имеет номер 503.

## Сюжет
Однажды портной и горбатый золотых дел мастер путешествовали вместе и вот, после заката солнца, зазвучала вдруг странная, но весёлая музыка, от которой у них даже усталость пропала. На холме, при свете месяца, водили хоровод маленькие мужчины и женщины, а в центре сидел старик с длинной седой бородою, который пригласил путников войти внутрь круга пляшущих. Старик наточил нож и обрил наголо обоих, а затем знаками предложил им набить свои карманы древесным углём из кучи, расположенной в сторонке. Когда путники спустились в долину, колокол соседнего монастыря прозвонил полночь, и холм моментально опустел. Впереди была харчевня, где нашлось место на соломе. Проснувшись на следующий день, они обнаружили, что вместо углей их карманы набиты золотом, а волосы на голове длинные, как и прежде. Золотых дел мастер захотел остаться в этой местности ещё на одну ночь, чтобы получить от старика золота побольше прежнего. Портной с ним идти на холм не захотел, но согласился дождаться того в харчевне. На холме повторилось то же самое, но когда поутру золотых дел мастер высыпал содержимое своих карманов, то в них был простой уголь, а голова его так и осталась обритой (и волосы на ней больше никогда не росли). Кроме того, золото, которое досталось ему предыдущей ночью, тоже превратилось в уголь, а на груди вырос второй горб. Признав в этом наказание себе за корыстолюбие, золотых дел мастер принялся громко плакать. Но добрый портной взял его жить к себе и поделился с ним своим богатством.